# Autonomizacja
Autonomizacja (jap. 自働化 jidōka) – jeden z dwóch filarów Systemu Produkcyjnego Toyoty. Polega na zaprojektowaniu systemów produkcyjnych w sposób, który umożliwia wykrywanie i eliminowanie błędów oraz odstępstw od przyjętych standardów.

## Opis
Celem autonomizacji w obszarze produkcji jest doprowadzenie do sytuacji, w której operator eksploatujący maszynę może się od niej oddalić podczas jej pracy. Autonomizacja to wbudowanie „inteligencji” do maszyny, która cechuje się jej zatrzymaniem w momencie, kiedy nastąpi problem (np. brak jakościowy albo usterka). Autonomizacja nie jest warunkiem koniecznym przy automatyzacji maszyn i procesów produkcyjnych. Maszyna, która cechuje się najwyższym stopniem automatyzacji może wymagać ciągłego nadzoru ze strony operatora. Wówczas autonomizacja nie występuje. Autonomizację należy rozumieć jako automatyzację z dodanym ludzkim czynnikiem. Odnosi się ona do pracy człowieka z dowolną maszyną i związana jest ściśle z reakcją człowieka na problemy i odchylenia w pracy maszyny. Przy autonomizacji wyszczególnia się cztery główne etapy postępowania:
1. Identyfikacja przez maszynę wszelkich nieprawidłowości podczas jej pracy.
2. Zatrzymanie się maszyny.
3. Natychmiastowe usunięcie problemu - działanie krótkoterminowe.
4. Określenie przyczyn źródłowych problemu i ich eliminacja - działanie długoterminowe.

### Kanały komunikacji w autonomizacji
Celem autonomizacji jest połączenie pracy operatora i maszyny poprzez utworzenie "kanału komunikacyjnego" między nimi. Najczęściej komunikacja ta przyjmuje postać sygnału nazywanego andonem (z jap. sygnał świetlny). Innym rozwiązaniem, który umożliwia odejście człowieka od maszyny pracującej w trybie automatycznym jest Poka-yoke (z jap. zapobieganie nieumyślnym błędom). Powszechnie przyjmuje się, że dzięki rozwiązaniom technicznym (takimi jak: czujniki, PokaYoke itp.) maszyna jest w stanie w krótszym czasie dostrzec problem w swoim funkcjonowaniu, aniżeli miałby to dostrzec człowiek, który przygląda się jej pracy. Dlatego też pomimo tego, że przy autonomizacji operator odchodzi od maszyny to dzięki zastosowanym środkom technicznym (np. Poka Yoke) i szybkiemu procesowi informowania operatora o problemach w pracy maszyny (np. Andon), możliwa jest szybsza reakcja i usunięcie problemu. 

### Od którego poziomu automatyzacji może wystąpić autonomizacja?
W literaturze wyszczególnia się pięć poziomów automatyzacji. Powszechnie przyjmuje się, że autonomizacja może wystąpić począwszy od czwartego stopnia automatyzacji, kiedy maszyna nie wymaga bezpośredniego udziału człowieka w wytwarzaniu produktów. W przemyśle stosuje się różne rozwiązania, które umożliwiają zastosowanie autonomizacji nawet przy trzecim stopniu automatyzacji, gdzie załadunek na maszynę wykonuje operator. Takie rozwiązanie nazywane jest  chaku-chaku (z jap. załaduj – załaduj) i sprowadza się do zaprojektowania gniazda produkcyjnego, w którym operator załadowuje detal na jednej maszynie, uruchamia cykl, a następnie przechodzi do kolejnej maszyny gdzie wykonuje kolejne czynności. Cykl pracy maszyny i rozładunek jest automatyczny. Załadunek natomiast wykonuje operator. W momencie występowania problemu na jednej z maszyn zatrzymuje się ona automatycznie (np. dzięki rozwiązaniom Poka Yoke), a następnie informowany jest operator o zaistniałym problemie (np. poprzez andon). Dzięki temu autonomizacja może wystąpić już nawet przy trzecim stopniu automatyzacji, a więc w procesach ręczno – maszynowych. Niemniej powszechnie w literaturze autonomizację  łączy się z maszynami pracującymi w trybie automatycznym (przy czwartym i piątym stopniu automatyzacji).